# Evolvulus hasslerianus
Evolvulus hasslerianus là một loài thực vật có hoa trong họ Bìm bìm. Loài này được Chodat mô tả khoa học đầu tiên năm 1905.